# Brad Barron
(Esclamazione tipica di Brad Barron)
Brad Barron è un personaggio immaginario protagonista dell'omonima serie a fumetti di fantascienza pubblicata da maggio 2005 a ottobre 2006 dalla Sergio Bonelli Editore.

## Trama
La Terra viene invasa da malvagi alieni, i Morb. Solo un uomo avrà il coraggio di combatterli: Brad Barron, brillante biologo docente della Columbia University ma anche uomo d'azione, distintosi come soldato durante la seconda guerra mondiale (ne è una prova una cicatrice sul volto procuratasi in Normandia) con il grado di tenente. Catturato dai Morb è riuscito a fuggire, cerca di ritrovare la moglie Gloria e la figlia con cui ha perso i contatti dal giorno dell'invasione. Vaga in una New York e in un'America sconvolte dall'introduzione nel suo ecosistema di numerose e terrificanti specie aliene, sempre braccato dagli emissari delle forze d'invasione. La forza di Brad Barron, che poi è il filo conduttore di tutta la storia, è la speranza incrollabile di trovare la sua famiglia.

## Storia editoriale
La serie è stata ideata da Tito Faraci, autore di tutti i soggetti e sceneggiature. L'ideazione grafica del personaggio è di Fabio Celoni, autore anche di tutte le copertine. Composta di 18 numeri, è la prima miniserie in casa Bonelli. Dopo la fine della serie iniziale, da agosto 2008 il personaggio è tornato nelle edicole con speciali semestrali. La serie è ambientata negli Stati Uniti negli anni cinquanta e si richiama alle atmosfere cinematografiche tipiche del periodo, in particolare di quella fantascientifica. Ogni albo infatti è sceneggiato riferendosi a un genere narrativo diverso come il western, l'horror o il noir. Nel dicembre 2018 avviene un team-up con Zagor nell'albo della collana semestrale "Color Zagor" La minaccia dei Morb.

## Elenco degli albi

### Brad Barron
| Nr. | Titolo                   | Data pubblicazione | Soggetto e sceneggiatura | Disegni                                       | Copertina    |
| --- | ------------------------ | ------------------ | ------------------------ | --------------------------------------------- | ------------ |
| 1   | Non umani                | maggio 2005        | Tito Faraci              | Bruno Brindisi                                | Fabio Celoni |
| 2   | Fuga da Manhattan        | giugno 2005        | Tito Faraci              | Anna Lazzarini                                | Fabio Celoni |
| 3   | Terra perduta            | luglio 2005        | Tito Faraci              | Giancarlo Caracuzzo                           | Fabio Celoni |
| 4   | I conquistatori          | agosto 2005        | Tito Faraci              | Giovanni Bruzzo                               | Fabio Celoni |
| 5   | Il mio miglior nemico    | settembre 2005     | Tito Faraci              | Luca Raimondo                                 | Fabio Celoni |
| 6   | La strada della violenza | ottobre 2005       | Tito Faraci              | Alessandro Nespolino                          | Fabio Celoni |
| 7   | La luce dell'Unico       | novembre 2005      | Tito Faraci              | Alessandro Bignamini                          | Fabio Celoni |
| 8   | La promessa              | dicembre 2005      | Tito Faraci              | Luca Raimondo                                 | Fabio Celoni |
| 9   | Il Numero Nove           | gennaio 2006       | Tito Faraci              | Giancarlo Caracuzzo                           | Fabio Celoni |
| 10  | Metallo pesante          | febbraio 2006      | Tito Faraci              | Massimiliano Avogadro                         | Fabio Celoni |
| 11  | Il culto del dolore      | marzo 2006         | Tito Faraci              | Giovanni Bruzzo                               | Fabio Celoni |
| 12  | I senza legge            | aprile 2006        | Tito Faraci              | Anna Lazzarini                                | Fabio Celoni |
| 13  | L'incubo dei ritornanti  | maggio 2006        | Tito Faraci              | Luca Raimondo                                 | Fabio Celoni |
| 14  | Lo straniero             | giugno 2006        | Tito Faraci              | Alessandro Nespolino                          | Fabio Celoni |
| 15  | Nel cuore della bestia   | luglio 2006        | Tito Faraci              | Alessandro Bignamini                          | Fabio Celoni |
| 16  | Conto alla rovescia      | agosto 2006        | Tito Faraci              | Walter Venturi                                | Fabio Celoni |
| 17  | Il giorno dei giorni     | settembre 2006     | Tito Faraci              | Massimiliano Avogadro                         | Fabio Celoni |
| 18  | Vincitori e vinti        | ottobre 2006       | Tito Faraci              | Giovanni Bruzzo, Fabio Celoni, Bruno Brindisi | Fabio Celoni |

### Speciale Brad Barron
| Nr. | Titolo               | Data pubblicazione | Soggetto e sceneggiatura | Disegni        | Copertina    |
| --- | -------------------- | ------------------ | ------------------------ | -------------- | ------------ |
| 1   | La rinascita         | agosto 2008        | Tito Faraci              | Max Avogadro   | Fabio Celoni |
| 2   | Terra di frontiera   | marzo 2009         | Tito Faraci              | Walter Venturi | Fabio Celoni |
| 3   | Tornati dall'inferno | dicembre 2009      | Tito Faraci              | Walter Venturi | Fabio Celoni |
| 4   | Il visitatore        | ottobre 2010       | Tito Faraci              | Max Avogadro   | Fabio Celoni |
| 5   | I guardiani supremi  | novembre 2011      | Tito Faraci              | Walter Venturi | Fabio Celoni |
| 6   | Terrore dal cielo    | novembre 2012      | Tito Faraci              | Max Avogadro   | Fabio Celoni |